# Gnetales
De Gnetales zijn een tot de zaadplanten behorende orde die verwant zijn aan de naaktzadigen. Tot de orde behoren drie geslachten, elk in een eigen familie: de Gnetaceae met Gnetum, de Ephedraceae met Ephedra en de Welwitschiaceae met Welwitschia.  De oude naam Chlamydospermae (mantelzadigen) werd ook gebruikt voor dit taxon, dat dan naast de naaktzadigen en de bedektzadigen werd geplaatst. Indien een andere classificatie gepresenteerd wordt is dit het gevolg van het toekennen van de rang van orde aan één of meer van deze families, niet het gevolg van een verschil van mening over het bestaan van deze drie families.
De Gnetales worden ook wel opgevat als de klasse Gnetopsida, met daarin de bovengenoemde families Gnetaceae, Ephedraceae en Welwitschiaceae.
Belangrijke kenmerken van de orde zijn de houtvaten (tracheeën) in het secundaire hout, waarschijnlijk door parallelle evolutie uit tracheïden. Daarnaast de rangschikking van "bloemen" in samengestelde "bloeiwijzen", de aanwezigheid van een "periant" in de mannelijke "bloem" en van verschillende omhulsels (vaak geïnterpreteerd als periant of extra integumenten) om het ovulum en als opvallend kenmerk de lang uittredende micropylaire buis.

## Beschrijving
De "bloemen" zijn eenslachtig en gewoonlijk tweehuizig. De voortplantingsorganen staan gegroepeerd in samengestelde strobili, die hier ook wel "bloeiwijzen" genoemd worden.
De vrouwelijke "bloemen" hebben een enkele, rechtopstaande zaadknop, waarvan de nucellus (macrosporangium) is omgeven door twee of drie omhulsels: twee integumenten en een "periant". Een micropyle is de opening van het integument dat de nucellus omgeeft. Deze micropyle groeit bij de Gnetales uit tot een lange micropylaire buis, waardoorheen een druppel vocht naar buiten wordt gevormd om de stuifmeelkorrels in de lucht op te kunnen vangen (druppelmechanisme). Bij indrogen van het vocht worden de stuifmeelkorrels naar binnen gezogen.
In de nucellus vormen zich door meiotische deling uit een sporemoedercel de macrosporen in een tetrade, waarvan er drie te gronde gaan. De overgebleven macrospore (of tenminste de kern van de macrospore) deelt zich meermaals tot enkele of meerdere cellen of celkernen; ook dit wordt wel embryozak genoemd en komt overeen met het macroprothallium of macrogametofyt. Een van de celkernen van de embryozak functioneert als eicel.
De mannelijke "bloem" bestaat uit een "periant" met daarbinnen antheroforen met elk 2 tot 8 synangia (ook wel "pollenzakjes") - een tot een samenhangend geheel vergroeide sporangia.
De bevruchting vindt plaats door de vorming van een pollenbuis met twee mannelijke gameten (celkernen).
In het bevruchte zaad ontwikkelt zich uit de zygote een embryo en hieruit een jonge plant met twee zaadlobben (cotylen).

## Levenscyclus
De voortplanting van de Gnetales wordt in onderstaand schema aangegeven:
| - ♀ plant (sporofyt) - "bloem" - periantachtige schubben - zaadknop - integument met micropylaire buis - nucellus = macrosporangium - macrosporemoedercel meiose R! - macrospore (celkern) (1n) - "embryozak" (← ♂ gameetkern) bevruchting B!, sifonogamie - zygote (2n) - suspensorbuizen - embryo → kiempje - worteltje - spruit, 2 zaadlobben |
| - ♂ plant (sporofyt) - ♂ "bloem" - antheroforen - 2 tot 8 synangia - microsporemoedercel meiose R! - microspore kern (1n) - stuifmeelkorrel (pollenkorrel) - ø - pollenbuiskern - generatieve cel - steriele cel - spermatogene cel - 2 ♂ gameetkernen → …                                                                                       |

| - ♀ plant (sporofyt) - kegel - periantachtige schubben - zaadknop - integument met micropylaire buis - nucellus = macrosporangium - macrosporemoedercel meiose R! - 4-sporig macroprothallium (1n) - variabel polyploïde cellen - prothallium-buis (← ♂ gameetkern) bevruchting B!, sifonogamie - zygote (2n) - 2cellig pro-embryo - suspensor - - secundaire suspensorcellen - embryo → kiempje - worteltje - spruit, 2 zaadlobben |
| - ♂ plant (sporofyt) - ♂ kegel - microsporangiofoor - synangium (1-3 sporangia) - microsporemoedercel meiose R! - microspore kern (1n) - stuifmeelkorrel (pollenkorrel) - ø - pollenbuiskern - generatieve cel - steriele cel (†) - spermatogene cel - 2 ♂ gameetkernen |

| ♀ plant (sporofyt) - "bloem" - periantachtige schubben - zaadknop - integument met micropylaire buis - nucellus = macrosporangium - macrosporemoedercel meiose R! - macrospore (celkern) (1n) - cellulair prothallium - (1-) 2-3 archegonia - arch.halscellen - - eikern (← ♂ gameetkern) bevruchting B!, sifonogamie - zygote (2n) - 3-5 pro-embryo's - suspensorcel - embryo → kiempje - worteltje - spruit, 2 zaadlobben - ventrale kanaalcelkern (← ♂ gameetkern) dubbele bevruchting B!, sifonogamie - endosperm |
| ♂ plant (sporofyt) - ♂ "bloem" - 1-2 antheroforen = microsporangioforen - synangia (2 tot 8 loculi, septate sporangia) - microsporemoedercel meiose R! - microspore kern (1n) - stuifmeelkorrel (pollenkorrel) - 1ste prothalliumcel - - 2de prothalliumcel - antheridiumcelkern - pollenbuiskern - generatieve cel - steriele cel - spermatogene cel - 2 ♂ gameetkernen |
| Verklaring kleur: opslagplaats voor reservestoffen |

## Fylogenie
De Gnetales zijn een zustergroep van de Ephedrales en de Welwitschiales, die gezamenlijk de drie ordes van de klasse Gnetopsida vormen:
| Fylogenetische stamboom van de Spermatophyta |
| --- |
| - Spermatophyta, zaadplanten - † Klasse Lyginopteridopsida (→ zaadvarens) - - † Klasse Medullosopsida (→ zaadvarens) - - † Klasse Callistophytopsida (→ zaadvarens) - - Klasse Cycadopsida (→ naaktzadigen) - - † Klasse Peltaspermopsida (→ zaadvarens) - - - Stam Ginkgophyta (→ naaktzadigen) - - Stam Gnetophyta (→ naaktzadigen) - Orde Gnetales - Familie Gnetaceae - Orde Ephedrales - Familie Ephedraceae - Orde Welwitschiales - Familie Welwitschiaceae - Stam Coniferophyta (→ naaktzadigen) - - - † Klasse Caytoniopsida (→ zaadvarens) - † Stam Cycadeoidophyta (→ naaktzadigen) - Stam Angiospermophyta (Berry 1915), bedektzadigen |
| taxonomische groep; benoemde clade (een monofyletische groep) niet-monofyletische groep (→ behoort tot de ...) wordt ook gerekend tot een polyfyletische groep |